# Winona, Mississippi
Winona là một thành phố thuộc quận Montgomery, tiểu bang Mississippi, Hoa Kỳ. Năm 2010, dân số của thành phố này là 5 043 người.

## Dân số
- Dân số năm 2000: 5 482 người.
- Dân số năm 2010: 5 043 người.